# Lonchorhina marinkellei
Lonchorhina marinkellei е вид бозайник от семейство Американски листоноси прилепи (Phyllostomidae). Видът е застрашен от изчезване.

## Разпространение
Видът е разпространен в Южна Америка. Среща се в Колумбия.